# Bangsbostrand Kirke
Bangsbostrand Kirke blev opført og færdigbygget i perioden april/ november 1902, som afløser for Bangsbostrands Missionshus, som blev opført i 1884.
Kirken er beliggende i Frederikshavn og er tegnet af arkitekt K. Varming, København.
Byggestilen er tillempet romansk, en stilefterligning med de gamle middelalderkirker som forbillede og er en korskirke, som hviler på en sokkel af tilhugne kvadre.
I modsætning til andre kirker, som vender modsat, har den tårn mod øst og kor mod vest.
Kirkens størrelse er imponerende i betragtning af, at det oprindelig kun var en filialkirke. Der var fra starten plads til mere end 400 mennesker.
Kirkens tag er tegl, tårnet har pyramideformet tag. Indvendig er loftet et bjælkeloft, smukt udført. De to sidekapeller, som udgør korsarmene åbner sig med hver to rundbuede arkader ind mod skibet. Korsarmene har ikke noget egentligt formål, men giver kirkerummet lethed og fylde, hvilket understreges af den måde, lyset falder ind på. Kor og skib adskilles af en triumfvæg med en rundbuet koråbning, og koret oplyses af tre vinduer over alteret, alle ligeledes rundbuede. Orglet findes i tårnrummet på et galleri, der bæres af to smukt udformede træsøjler. Kirken er blevet restaureret to gange, henholdsvis i 1952 og 1985.

## Eksterne kilder og henvisninger
- Wikimedia Commons har flere filer relateret til Bangsbostrand Kirke
- Bangsbostrand Kirke hos KortTilKirken.dk